# Benjamin (Texas)
Benjamin je město v okrese Knox County ve státě Texas ve Spojených státech amerických. V roce 2014 zde žilo 267 obyvatel. S celkovou rozlohou 2,7 km2 byla hustota zalidnění 98,8 obyvatel na km2.

## Geografie
Benjamin se nachází na 33°35′ s. š., 99°47′36″ z. d..

## Obyvatelstvo
K roku 2014 žilo v Benjaminu 267 obyvatel. Hustota zalidnění byla 99 obyvatel na km2.
| Rok  | Počet obyvatel |
| ---- | -------------- |
| 1930 | 485            |
| 1940 | 599            |
| 1950 | 530            |
| 1960 | 338            |
| 1970 | 308            |
| 1980 | 257            |
| 1990 | 225            |
| 2000 | 264            |
| 2010 | 258            |
| 2014 | 267            |